# سون شووی
سون شووی (چینی: 孙淑伟؛ زادهٔ ۱ فوریه ۱۹۷۶) شیرجه‌رو اهل چین بود.
وی در مسابقات کشوری و بین‌المللی در مجموع برندهٔ ۶ مدال طلا، ۱ مدال نقره شده‌است.